# 雙紋副尼麗魚
雙紋副尼麗魚（学名：Paraneetroplus bifasciatus），為輻鰭魚綱鱸形目隆頭魚亞目慈鯛科的其中一種，其种加词“bifasciatus”意为“双带的”。分布於墨西哥Grijalva及Usumacinta河流域，體長可達30公分，棲息在平靜的溪流及湖泊，以藻類及植物為食，生活習性不明，可作為觀賞魚。